# بارك وون-جاي
بارك وون-جاي (هانغل: 박원재) هو لاعب كرة قدم كوري جنوبي في مركز نصف الجناح، ولد في 28 مايو 1984 في بوهانغ في كوريا الجنوبية. شارك مع منتخب كوريا الجنوبية لكرة القدم. أما مع النوادي، فقد لعب مع أوميا أرديجا وبوهانغ ستيلرز وجونبك هيونداي موتورز.

## وصلات خارجية
- بارك وون-جاي على موقع الاتحاد الدولي (مؤرشف)  (الإنجليزية)
- بارك وون-جاي على موقع رابطة كرة القدم اليابانية للمحترفين (اليابانية)
- بارك وون-جاي على موقع دوري كوريا الجنوبية (الإنجليزية)
- بارك وون-جاي على موقع قاعدة بيانات كرة القدم.إي يو (الإنجليزية)
- بارك وون-جاي على موقع ناشيونال فوتبول تيمز (الإنجليزية)
- بارك وون-جاي على موقع Soccerway.com (الإنجليزية)